# 罗汉院双塔
罗汉院双塔及正殿遗址位于中国江苏省苏州市姑苏区双塔街道定慧寺巷22号。

## 历史
唐咸通二年（811年）始建般若院，吴越时改称罗汉院。这是罗汉院双塔及正殿遗址的前身。在北宋太平兴国七年（982年），王文罕三兄弟建双塔。清咸丰十年（1860年）庚申之劫中罗汉院正殿毁于战火，仅存遗址。1996年，罗汉院双塔及正殿遗址被列为全国文物重点的保护单位。 

## 建筑结构
双塔的结构和大小完全一样，均为八角形阁楼式砖结构塔，塔身通高33.3米，高7层，底层每边宽5.5米。塔身各层仅四面辟门，各层交错。塔檐共六层，至角起翘。。塔顶都有铁刹，塔刹高达８ｍ，几乎占到全塔总高度的1/4，是目前已知的最早大型铁塔刹。内外斗拱全部为木结构。
正殿遗址位于双塔以北21米处，平面呈正方形，面阔与进深均为3间。现存石柱16根，高约4米，包括雕花圆柱、瓜棱柱、八角柱三种造型。还有覆盆形石柱础30个以及石门槛、石罗汉、石须弥座、石狮等遗物。

## 图辑
| - 双塔及罗汉院正殿复原图 |